# جيم هاريسون
جيم هاريسون (3 مايو 1941 - ) (بالإنجليزية: Jim Harrison)‏ هو لاعب كريكت أيرلندي. شارك مع منتخب أيرلندا للكريكت.

## وصلات خارجية
- جيم هاريسون على موقع إي آس بي آن كريك إنفو (الإنجليزية)